# Lotte Moser-Schafhauser
Lotte Moser-Schafhauser (* 18. April 1938 in Eschen, FL) ist schweizerisch-liechtensteinische Kunstmalerin.

## Leben und Beruf
Lotte Moser wurde früh durch die Buchillustrationen ihres Vaters Eugen Schafhauser inspiriert. Sie arbeitete in der Krankenpflege und unterrichtete an der Kaderschule für Krankenpflege des Schweizerischen Roten Kreuzes in Zürich und Aarau.
Nebenberuflich besuchte sie während zwölf Jahren Abendkurse an der Hochschule für Gestaltung und Kunst Zürich (HGKZ). Von 1989 bis 1991 liess sie sich am Institut für gestaltende Therapie in Zürich zur Kunsttherapeutin ausbilden. Seither leitete sie in ihrem Atelier verschiedene Malgruppen, meist aus dem Pflegebereich.
Lotte Moser war von 1994 bis 2010 Mitglied der Kunstsektion des Lyceumclubs Zürich. Sie lebt in Uitikon/ZH.

## Werk

### Werke im öffentlichen Raum
- 69 Bilder sind im Besitz des Pflegezentrums Spilhöfler, Uitikon, darunter 11 Bilder der Serie Vater unser im Andachtsraum.
- Kreuzweg (14 Bilder u. Ostern, Pfingsten und Weihnachten): Katholische Kirche St. Michael, Uitikon-Waldegg.[2][3]
- Frauen in der Bibel (29 Bilder): Katholisches Pfarramt St. Martin, Birmensdorf.
- Das Enneagramm (9 Bilder, gestaltet in den Malgruppen): Seespital, Kilchberg ZH.

Weitere 92 Bilder sind unter anderem im Gesundheitszentrum Park, Igls, im Spital Zollikerberg, im Stadtspital Triemli, Zürich, im Lindenhofspital, Bern etc. ausgestellt.

### Karten
Zwischen 1986 und 2021 entstanden 57 Kartensujets, die in Auflagen von bis zu 10'000 Expl. gedruckt wurden.

## Ausstellungen

### Einzelausstellungen (Auswahl)
- 1987/1991: Galerie Monbijou, Bern
- 1988: Galerie Maske, Zürich
- 1995: Galerie im Spital Zollikerberg/ZH
- 2003: Pflegezentrum Spilhöfler, Uitikon/ZH
- 1988/2000/2006: Galerie Sanitas, Seespital Kilchberg/ZH
- 2009: Vater unser, Kath Kirche St. Josef (Schlieren)
- 2009: Vater unser, Kath Kirche St. Michael (Uitikon)

### Gruppenausstellungen (Auswahl)
- 1978: «Zürich-Land», Küsnacht/ZH (juriert)
- 1978–1989: Wiediker Weihnachtsausstellungen, Zürich
- 1991: Galerie d’art Cadre cor, Mendel (F)
- 1994: «Art Liechtenstein», Triesen/Liechtenstein.[4][5]
- 1995/1996/2001/2005: Lyceum-Club, Zürich
- 2000: 993 Kreuzwege, 99 Uitikon/ZH.[3]
- 2000: ESTAMP’A, Tiefdrucke, Mauren (Liechtenstein).[6][5]
- 2009: Galerie Sanitas, Seespital Kilchberg ZH